# Hiệp hội Y tế Thổ Nhĩ Kỳ
Hiệp hội Y tế Thổ Nhĩ Kỳ (Türk Tabipleri Birliği, TTB) là hiệp hội ngành nghề và tổ chức công đoàn của bác sĩ ở Thổ Nhĩ Kỳ. Hiệp hội hiện có trên 110.000 hội viên chính thức, chiếm hơn 80% số thầy thuốc trên toàn quốc. TTB cũng là thành viên của Tổ chức Y tế Thế giới (WMA).
Việc tham gia Hiệp hội là bắt buộc đối với các bác sĩ làm việc độc lập, nhưng không bắt buộc với bác sĩ trong các cơ sở y tế công lập. Nguồn thu chính của tổ chức là hội phí, ngoài ra tổ chức này không nhận bất kỳ tài trợ nào từ chính phủ.
Năm 2012, chính phủ Thổ Nhĩ Kỳ thành lập một tổ chức mới lấy tên "Ban Ngành nghề Y tế" có nhiệm vụ tương đương với TTB, trong đó có việc duy trì và thi hành các điều khoản đạo đức ngành nghề. TTB có quyền chỉ định một trong số 15 ghế ủy viên của Ban, các ghế còn còn lại do chính phủ bổ nhiệm.

## Danh sách các chủ tịch
- 2020–nay: Prof. Dr. Şebnem Korur Fincancı
- 2018–2020: Prof. Dr. Sinan Adıyaman
- 2016–2018: Prof. Dr. Raşit Tükel
- 2014–2016: Dr. Bayazıt İlhan
- 2012–2014: Prof. Dr. Ahmet Özdemir Aktan
- 2010–2012: Dr. Eriş Bilaloğlu
- 2006–2010: Prof. Dr. Gençay Gürsoy
- 1996–2006: Dr. Füsun Sayek
- 1990–1996: Dr. Selim Ölçer
- 1984–1990: Prof. Dr. Nusret Fişek